# Kjetil Undset
Kjetil Undset (24 agosto 1970) è un ex canottiere norvegese.

## Palmarès

### Olimpiadi
- 2 medaglie:
  - 2 argenti (Barcellona 1992 nel quattro di coppia; Atlanta 1996 nel due di coppia)

### Mondiali
- 3 medaglie:
  - 2 argenti (Aiguebelette-le-Lac 1997 nel due di coppia; Colonia 1998 nel due di coppia)
  - 1 bronzo (Tampere 1995 nel due di coppia)